# Augusta (Maine)
Augusta è una città degli Stati Uniti d'America, capitale del Maine e capoluogo della contea di Kennebec. È situata sulle sponde del fiume Kennebec, nel punto in cui finisce il tratto navigabile. In base al censimento del 2014, ha una popolazione di 18 705 abitanti.

## Storia
L'area fu esplorata dai membri della scomparsa Popham Colony nel settembre 1607. All'inizio fu una semplice stazione commerciale costruita e abitata nel 1625 da coloni inglesi provenienti dalla Plymouth Colony. Il piccolo insediamento fu costruito nel punto in cui inizia il tratto navigabile del fiume Kennebec, in modo da poter far scendere le merci su imbarcazioni anziché via terra. All'epoca l'insediamento si chiamava Cushnoc (o Coussinoc oppure Koussinoc). Qui fu costruito nel 1754 il primo forte di legno del Nordamerica, con il nome di Fort Western.
Nel 1771 l'area fu incorporata nella città di Hallowell, ma nel febbraio 1797 l'area di Hallowell conosciuta come "the Fort" venne separata a costituire la città di Harrington, chiamata Augusta nell'agosto di quello stesso anno.
Augusta fu scelta come capitale del Maine nel 1827, anche se i parlamentari dello Stato continuarono a riunirsi a Portland fino al completamento del nuovo Campidoglio nel 1832. Nel 1849, Augusta ebbe lo statuto di città.

## Geografia fisica
Secondo lo United States Census Bureau, la città ha un'area totale di 150,9 chilometri quadrati, dei quali 143,4 di territorio e 7,5 di acque interne (cioè il 4,98% del totale).

## Società

### Evoluzione demografica
Secondo il censimento del 2000, la composizione etnica della città risultava essere del 96,21% di bianchi, 1,30 di multietnici, 1,35% di asiatici, 0,86% di ispanici, 0,50% di afroamericani, 0,48% di nativi e 0,01% di originari delle isole dell'Oceano Pacifico.

## Luoghi interessanti

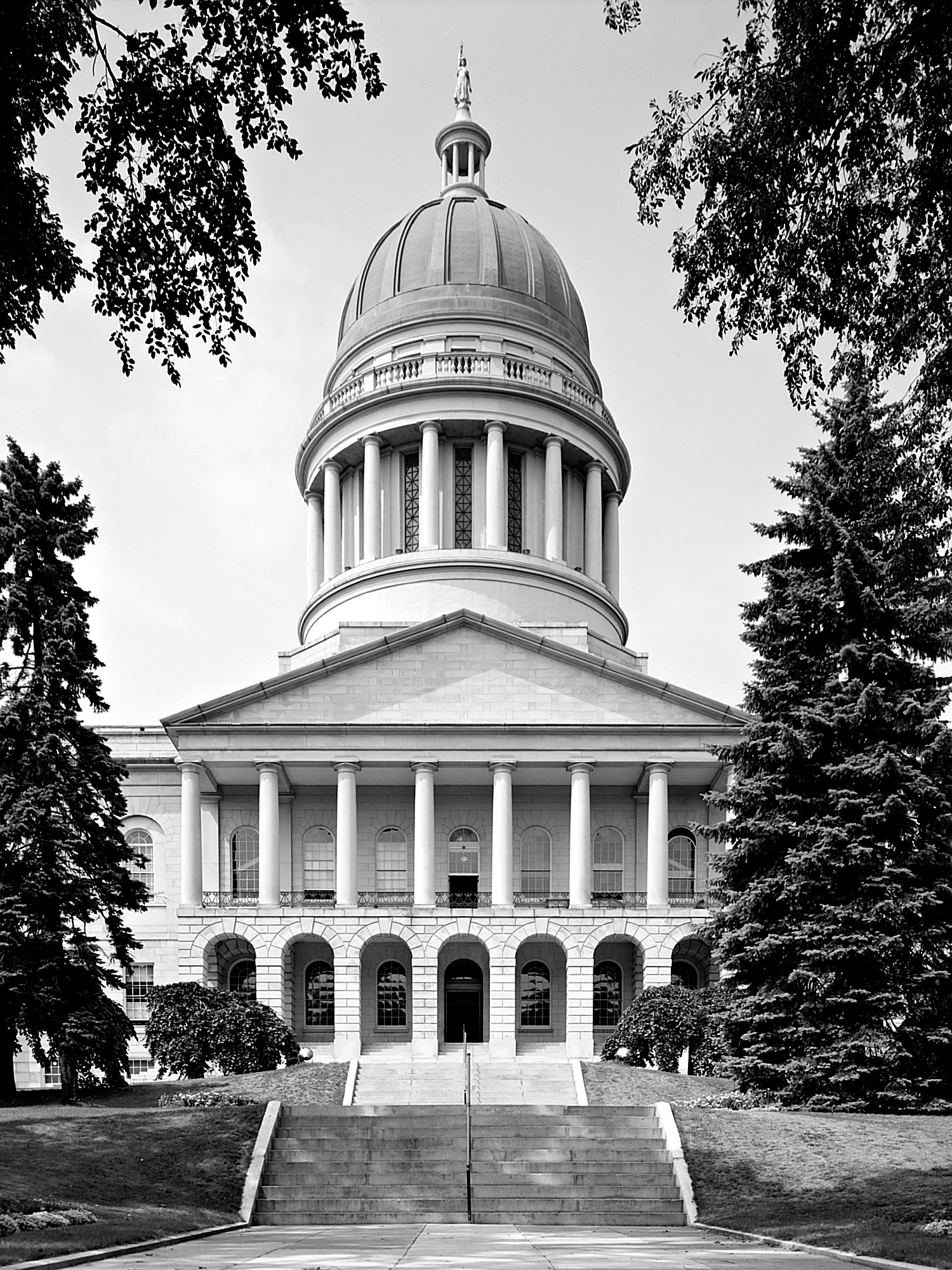
La Maine State House, disegnata da Charles Bulfinch e costruita nel 1832.

I luoghi più interessanti da visitare ad Augusta sono il Pine Tree State Arboretum, un giardino botanico di circa 90 ettari; il Museo Statale del Maine e la Biblioteca Statale del Maine, che si trovano vicino all'edificio del Campidoglio (cioè il palazzo del parlamento del Maine). Nella stessa zona si trova anche il Capitol Park e diversi monumenti. Inoltre, nelle vicinanze di Augusta si trovano il Bates College, il Bowdoin College e il Colby College.